# Ludwig Pick
Ludwig Pick (Landsberg an der Warthe, 31 agosto 1868 – Theresienstadt, 3 febbraio 1944) è stato un patologo tedesco.

## Biografia
Figlio di Hermann Pick e della moglie Beatrice Schoenflies proveniva da una famiglia di commercianti. Agli ottimi risultati scolastici, soprattutto nelle materie scientifiche e in matematica, affiancava del talento musicale, suonava il violoncello e dirigeva l'orchestra scolastica. Frequentò le università di Heidelberg, Lipsia, Berlin e Königsberg, in quest'ultima, negli anni 1891/92, concentrò i suoi studi sulla patologia sotto la guida di Ernst Neumann (1834-1918).
Nel 1893 conseguì il dottorato in medicina a Lipsia e successivamente studiò medicina presso la privata Frauenklinik di Leopold Landau, dove rimase fino al 1906. Nello stesso anno divenne direttore del dipartimento di anatomia patologica dell'ospedale cittadino Friedrichshain-Berlino. La sua carriera medica subì un'interruzione durante la prima guerra mondiale, divenne medico militare dal 1914 al 1916 dei Gardekorps di Berlino, venne decorato con la Croce di Ferro di prima e di seconda classe.
Negli anni seguenti, nonostante il progressivo peggioramento del clima politico nei confronti degli ebrei, rinunciò ad una chiamata da parte della University of Chicago per rimanere "vicino alla patria in questo difficile periodo".

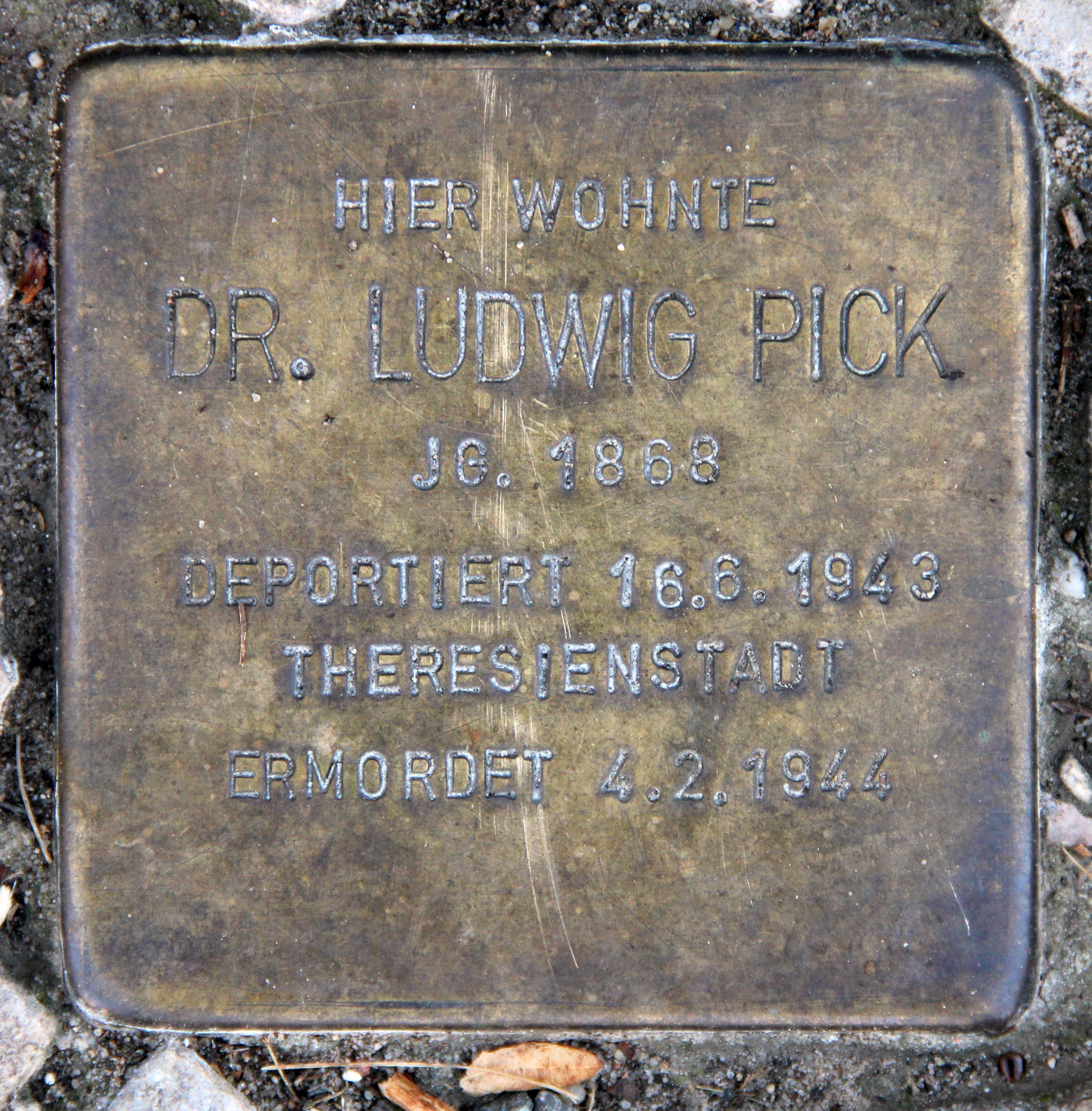
La pietra d'inciampo posta di fronte alla casa di Ludwig Pick

Il 27 giugno del 1938, benché non avesse alcuna intenzione di emigrare, gli venne imposta la Reichsfluchtsteuer dell'importo di 10000 marchi. Le circostanze precise con cui venne relegato nell'ospedale ebraico non sono note ma qui diresse l'istituto di patologia, dal 1939 gli venne tolta la qualifica di medico e lasciata quella di "Krankenbehandler". Nel 1940 si trasferì al piano terreno della sua abitazione un ufficiale delle SS che nel 1942 si fece registrare al catasto come proprietario dell'immobile.
Il 16 giugno del 1943 Anna Clara König (che venne riconosciuta come sua moglie dopo la morte di Ludwig) e Ludwig Pick vennero arrestati dalla Gestapo, mentre Anna Clara venne rilasciata dopo tre settimane Ludwige venne portato nel campo di concentramento di Theresienstadt dove morì il 3 febbraio del 1944, come cause del decesso vennero indicati denutrizione e polmonite.
Ludwig Pick diede diversi contributi alla patologia accademica, in particolare nel campo delle malattie genitourinarie, e anche nello studio della pigmentazione melanotica. Nel 1912 coniò il termine feocromocitoma per descrivere il cambiamento cromatico della cromaffina nelle cellule tumorali associate ai tumori midollari surrenali.
Prendono il suo nome diverse patologie, la malattia di Niemann-Pick e la sindrome Lubarsch–Pick.

## Opere principali
- Über das elastische Gewebe in der normalen und pathologisch veränderten Gebärmutter, 1900.
- Die Weltanschauung Des Judentums, 1912.
- Die Skelettform-ossuäre Form des Morbus Gaucher, 1927.
- Der Paratyphus, 1928.